# Irish League 1976-1977
L'Irish League 1976-1977 è stata la 76ª edizione della prima divisione del campionato nordirlandese di calcio.
Il campionato era formato da dodici squadre e il Glentoran vinse il titolo. Non vi furono retrocessioni.

## Classifica finale
| Pos. | Squadra          | G  | V  | N | P  | GF | GS | Punti |
| ---- | ---------------- | -- | -- | - | -- | -- | -- | ----- |
| 1    | Glentoran        | 22 | 17 | 2 | 3  | 50 | 19 | 36    |
| 2    | Glenavon         | 22 | 14 | 3 | 5  | 40 | 25 | 31    |
| 3    | Linfield         | 22 | 12 | 4 | 6  | 39 | 21 | 28    |
| 4    | Larne            | 22 | 12 | 3 | 7  | 42 | 33 | 27    |
| 5    | Coleraine        | 22 | 12 | 3 | 7  | 40 | 29 | 27    |
| 6    | Crusaders        | 22 | 9  | 5 | 8  | 39 | 33 | 23    |
| 7    | Ards             | 22 | 10 | 1 | 11 | 34 | 39 | 21    |
| 8    | Portadown        | 22 | 8  | 2 | 12 | 36 | 37 | 18    |
| 9    | Ballymena United | 22 | 5  | 5 | 12 | 20 | 34 | 15    |
| 10   | Distillery       | 22 | 5  | 5 | 12 | 25 | 44 | 15    |
| 11   | Bangor           | 22 | 4  | 5 | 13 | 23 | 43 | 13    |
| 12   | Cliftonville     | 22 | 4  | 2 | 16 | 20 | 51 | 10    |

G = Partite giocate; V = Vittorie; N = Nulle/Pareggi; P = Perse; GF = Goal fatti; GS = Goal subiti; 